# Podzemni grad
Podzemni grad, Crna Indija ili Dijete spilje (francuski: Les Indes noires) pustolovni je roman Julesa Vernea. Izdan je tijekom ožujka i travnja 1877. godine u nastavcima u pariškom dnevnom listu Le Temps. Odmah nakon objavljivanja u Le Tempsu, roman je objavio Pierre-Jules Hetzel.

## Radnja
Roman opisuje razdoblje od deset godina tijekom kojeg se prati život rudara u Aberfoyleu koji se nalazi blizu Stirlinga u Škotskoj. Dobivši pismo od starog suradnika, James Starr, rudarski inženjer, odlazi u stari aberfojlski rudnik, za koji je prije deset godina mislio da je iscrpljen. Tamo pronalazi rudara Simona Forda i njegovu obitelj, koji žive duboko u unutrašnjosti rudnika. Oduševljava ga to što je Ford pronašao veliku žilu ugljena. Sa Simonom Fordom žive njegova žena, Madge, i njihov odrasli sin Harry.
Od početka romana oko glavnih junaka odvijaju se misteriozne i neobjašnjive stvari.
Ubrzo nakon otkrića nove žile ugljena obnovljena je rudarska zajednica i izgrađen je jedan čitavi podzemni grad koji se nalazi oko Malcolmovog jezera (engleski: Loch Malcolm).
Istražujući podzemnu pećinu, Harry otkriva mladu djevojku po imenu Nell. Tijekom narednih nekoliko godina Simon i Madge prihvatili su Nell kao svoju pokćerku, ali im ona nije otkrivala ništa o svojem podrijetlu ili prošlošti, već samo da nikada nije izišla iz rudnika.
Najzad, kada Harry i Nell objavljuju svoje vjenčanje, odvijaju se neobični događaji. Oni uviđaju da te događaje uzrokuje Silfax, još jedan bivši rudar, koji sa svojom istreniranom snježnom sovom živi u rudniku od njegovog zatvaranja.

## Vanjske poveznice
- The Underground City  Arhivirana inačica izvorne stranice od 15. studenoga 2017. (Wayback Machine), JV.Gilead.org.il
- The Underground City, Project Gutenberg (engleski)
- 45 izvornih ilustracija  Arhivirana inačica izvorne stranice od 2. srpnja 2018. (Wayback Machine) Julesa Férata
- The Child of the Cavern, LibriVox (zvučna knjiga na engleskom)
- The Child of the Cavern  (zvučna knjiga na francuskom)